# 吳載鰲
吳載鰲，字大車，號皜庵，一號竹公，福建晉江縣人。明末政治人物。

## 生平
崇禎元年（1628年）戊辰科進士。授廣東澄海縣知縣，升浙江按察司經歷，歷官金華、杭州、湖州、嚴州等府推官，升戶部主事，遷廣東羅定僉事。隆武帝即位，召用為侍講，和楊廷瑞拜祭天興、古田、水口及延津的山川神祇，晉侍讀學士。福京失陷，吳載鰲隱居直到去世。